# 永安堡乡
永安堡乡，是中华人民共和国辽宁省葫芦岛市绥中县下辖的一个乡镇级行政单位。

## 行政区划
永安堡乡下辖以下地区：
大甸子村、西沟村、花户村、边外村、永安堡村、北河村、獐狼村和塔子沟村。